# Leichtathletik-Europacup 1973
| 4. Leichtathletik-Europacup   | 4. Leichtathletik-Europacup | 4. Leichtathletik-Europacup | 4. Leichtathletik-Europacup | 4. Leichtathletik-Europacup | 4. Leichtathletik-Europacup |
| ----------------------------- | --------------------------- | --------------------------- | --------------------------- | --------------------------- | --------------------------- |
|                               |                             |                             |                             |                             |                             |
| Resultate A-Finale            |                             |                             |                             |                             |                             |
| Edinburgh, Meadowbank Stadium |                             |                             |                             |                             |                             |
| Frauen – 7. September         | Frauen – 7. September       | Frauen – 7. September       | Männer – 8./9. September    | Männer – 8./9. September    | Männer – 8./9. September    |
| Platz                         | Land                        | Punkte                      | Platz                       | Land                        | Punkte                      |
| 1                             | DDR                         | 72                          | 1                           | Sowjetunion                 | 82,5                        |
| 2                             | Sowjetunion                 | 52                          | 2                           | DDR                         | 78,0                        |
| 3                             | Bulgarien                   | 50                          | 3                           | BR Deutschland              | 76,0                        |
| 4                             | BR Deutschland              | 36                          | 4                           | Großbritannien              | 71,5                        |
| 5                             | Großbritannien              | 36                          | 5                           | Finnland                    | 64,5                        |
| 6                             | Rumänien                    | 27                          | 6                           | Frankreich                  | 45,0                        |
| ← Stockholm/Budapest 1970     | ← Stockholm/Budapest 1970   | ← Stockholm/Budapest 1970   | Nizza 1975 →                | Nizza 1975 →                | Nizza 1975 →                |

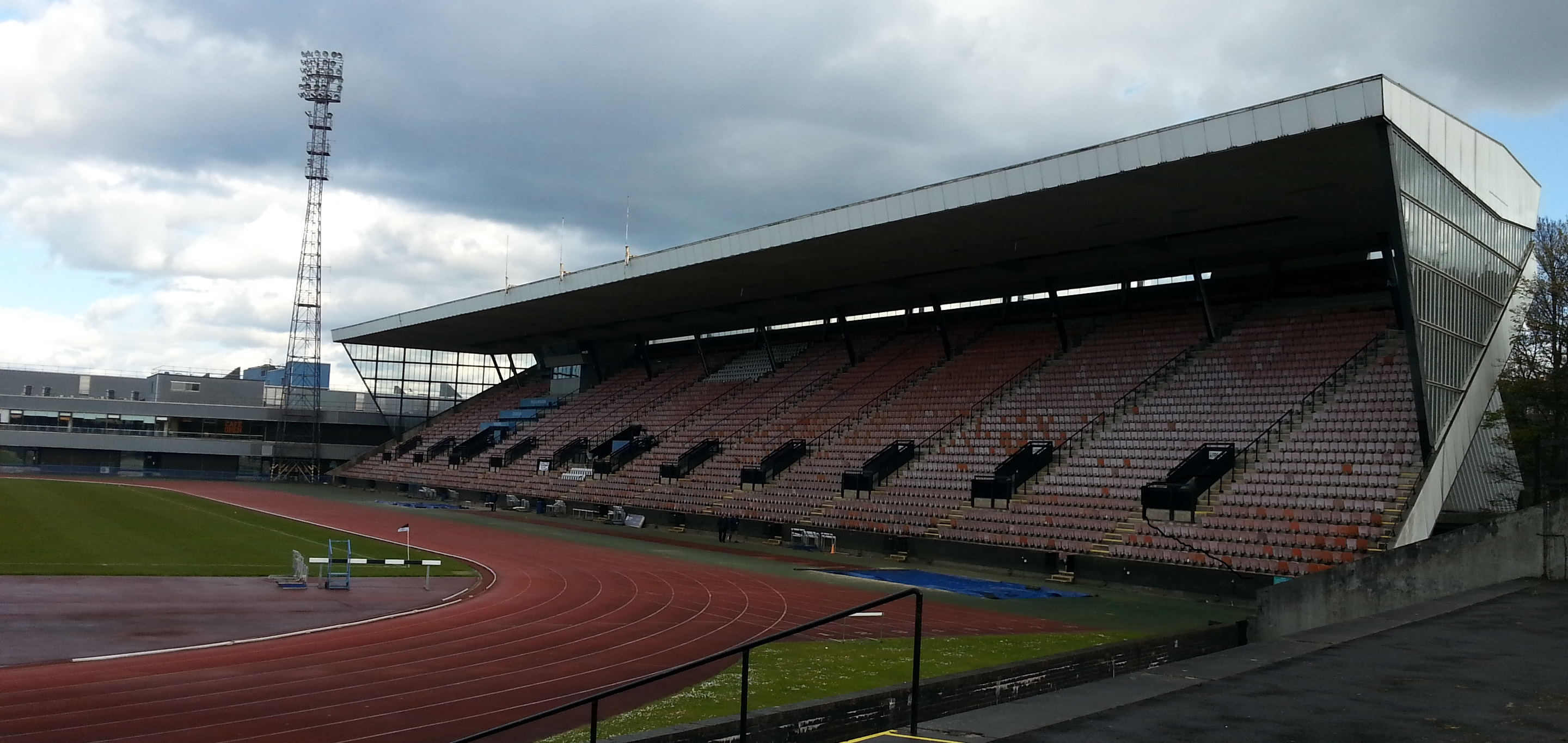
Das Meadowbank-Stadion im Jahr 2007

Das 4. Leichtathletik-Europacup-A-Finale fand vom 7. bis 9. September 1973 im Meadowbank Stadium von Edinburgh (Großbritannien) statt.
Die Frauenwettbewerbe wurden am Freitag, 7. September, die der Männer am Samstag, 8., und Sonntag, 9. September 1973 ausgetragen. Wie beim Cupfinale 1970 gab es 33 Disziplinen (20 Männer, 13 Frauen).

## Der vierte Leichtathletik-Europacup
Bei diesem vierten Europacup traten die Frauen- und Männer-Teams wie bei der vorletzten Veranstaltung 1967 an einem gemeinsamen Ort an. Die Frauenwettbewerbe wurden wie auch 1967 freitags, die der Männer an den beiden darauffolgenden Tagen ausgetragen.
Zum ersten Mal stand für die Laufwettbewerbe des Leichtathletik-Europacups eine synthetische Bahn zur Verfügung.
Der Wettkampfturnus wurde ab der kommenden Austragung wieder so geändert, das die Veranstaltung in den ungeraden Jahren jeweils zwischen den Jahren mit Europameisterschaften bzw. Olympischen Spielen stattfand.
Im Wettbewerbsprogramm gab es keine Veränderungen. Das Angebot der Frauen wurde später sukzessive immer weiter an die Männerdisziplinen angepasst. Die nächste Erweiterung sollte 1977 erfolgen.
Wie zuletzt 1970 setzte sich das Team der DDR bei den Männern durch, diesmal mit einem deutlichen Vorsprung. Die Sowjetunion belegte hier den zweiten Platz. Bei den Frauen war die Reihenfolge umgekehrt: DDR vor Sowjetunion.
Es wurden zwei Weltrekorde aufgestellt:
- Diskuswurf, Frauen: 69,48 m – Faina Melnik, Sowjetunion
- Speerwurf, Frauen: 66,10 m – Ruth Fuchs, DDR

## Teilnehmer
Sowohl bei den Männern als auch bei den Frauen mussten die Teams sich wie schon bei den ersten drei Austragungen des Europacups zunächst über Vorkämpfe und Halbfinals für das Finale qualifizieren. In beiden Finals bestand das Finale aus den sechs besten Nationen. Bei den Männerwettbewerben gab es mit 27 Nationen in den Vorrunden einen neuen Teilnehmerrekord.
| Finalteams                                                        | Finalteams                                                       |
| Männer                                                            | Frauen                                                           |
| ----------------------------------------------------------------- | ---------------------------------------------------------------- |
| BR Deutschland DDR Finnland Frankreich Großbritannien Sowjetunion | Bulgarien BR Deutschland DDR Großbritannien Rumänien Sowjetunion |

## Vorrunde
Die Vorrunden fanden am 30. Juni und 1. Juli statt. Die Wettkämpfe der Männer wurden in Lissabon, Brüssel und Athen ausgetragen, jene der Frauen in Lyngby und Rijeka. Es qualifizierten sich je sechs Teams für das Halbfinale.
| Länderwertungen Vorrunde | Länderwertungen Vorrunde | Länderwertungen Vorrunde | Länderwertungen Vorrunde | Länderwertungen Vorrunde | Länderwertungen Vorrunde | Länderwertungen Vorrunde | Länderwertungen Vorrunde | Länderwertungen Vorrunde |
| ------------------------ | ------------------------ | ------------------------ | ------------------------ | ------------------------ | ------------------------ | ------------------------ | ------------------------ | ------------------------ |
| Männer                   |                          |                          |                          |                          |                          |                          |                          |                          |
| Lissabon                 | Lissabon                 | Lissabon                 | Brüssel                  | Brüssel                  | Brüssel                  | Athen                    | Athen                    | Athen                    |
| Platz                    | Land                     | Punkte                   | Platz                    | Land                     | Punkte                   | Platz                    | Land                     | Punkte                   |
| 1                        | Schweiz                  | 68,0                     | 1                        | Norwegen                 | 105,0                    | 1                        | Rumänien                 | 42,0                     |
| 2                        | Jugoslawien              | 63,5                     | 2                        | Belgien                  | 090,0                    | 2                        | Bulgarien                | 38,5                     |
| 3                        | Portugal                 | 37,5                     | 3                        | Niederlande              | 083,0                    | 3                        | Griechenland             | 36,5                     |
| 4                        | Irland                   | 29,5                     | 4                        | Dänemark                 | 064,5                    |                          |                          |                          |
|                          |                          |                          | 5                        | Island                   | 042,0                    |                          |                          |                          |
|                          |                          |                          | 6                        | Luxemburg                | 032,5                    |                          |                          |                          |

| Frauen |                  |        |        |             |        |
| Lyngby | Lyngby           | Lyngby | Rijeka | Rijeka      | Rijeka |
| Platz  | Land             | Punkte | Platz  | Land        | Punkte |
| 1      | Finnland         | 66,0   | 1      | Jugoslawien | 67,0   |
| 2      | Tschechoslowakei | 62,0   | 2      | Schweiz     | 57,5   |
| 3      | Norwegen         | 45,0   | 3      | Österreich  | 47,5   |
| 4      | Dänemark         | 43,0   | 4      | Belgien     | 42,5   |
| 5      | Irland           | 40,0   | 5      | Spanien     | 35,0   |
| 6      | Island           | 16,0   | 6      | Portugal    | 24,0   |

## Halbfinale
Das Halbfinale fand am 4. und 5. August bei den Männern in Oslo, Celje und Nizza sowie bei den Frauen nur am 4. August in Warschau, Bukarest und Sittard statt.
| Länderwertungen Halbfinale | Länderwertungen Halbfinale | Länderwertungen Halbfinale | Länderwertungen Halbfinale | Länderwertungen Halbfinale | Länderwertungen Halbfinale | Länderwertungen Halbfinale | Länderwertungen Halbfinale | Länderwertungen Halbfinale |
| -------------------------- | -------------------------- | -------------------------- | -------------------------- | -------------------------- | -------------------------- | -------------------------- | -------------------------- | -------------------------- |
| Frauen                     |                            |                            |                            |                            |                            |                            |                            |                            |
|                            | Warschau                   | Warschau                   |                            | Bukarest                   | Bukarest                   |                            | Sittard                    | Sittard                    |
| Platz                      | Land                       | Punkte                     | Land                       | Punkte                     | Land                       | Punkte                     |                            |                            |
| 1                          | Sowjetunion                | 63,0                       | DDR                        | 76,0                       | BR Deutschland             | 60,0                       |                            |                            |
| 2                          | Bulgarien                  | 58,0                       | Rumänien                   | 54,0                       | Vereinigtes Königreich     | 57,0                       |                            |                            |
| 3                          | Polen                      | 55,5                       | Ungarn                     | 53,5                       | Frankreich                 | 50,0                       |                            |                            |
| 4                          | Finnland                   | 36,5                       | Italien                    | 43,0                       | Niederlande                | 39,0                       |                            |                            |
| 5                          | Schweden                   | 33,0                       | Schweiz                    | 24,0                       | Jugoslawien                | 38,0                       |                            |                            |
| 6                          | Österreich                 | 26,0                       | Norwegen                   | 22,5                       | Tschechoslowakei           | 28,0                       |                            |                            |
| Männer                     |                            |                            |                            |                            |                            |                            |                            |                            |
|                            | Oslo                       | Oslo                       |                            | Celje                      | Celje                      |                            | Nizza                      | Nizza                      |
| Platz                      | Land                       | Punkte                     | Land                       | Punkte                     | Land                       | Punkte                     |                            |                            |
| 1                          | Sowjetunion                | 98,5                       | BR Deutschland             | 103,0                      | DDR                        | 98,5                       |                            |                            |
| 2                          | Vereinigtes Königreich     | 80,5                       | Finnland                   | 088,0                      | Frankreich                 | 90,0                       |                            |                            |
| 3                          | Italien                    | 72,5                       | Polen                      | 083,5                      | Tschechoslowakei           | 76,0                       |                            |                            |
| 4                          | Ungarn                     | 62,0                       | Jugoslawien                | 063,0                      | Schweden                   | 73,0                       |                            |                            |
| 5                          | Norwegen                   | 57,5                       | Schweiz                    | 043,0                      | Rumänien                   | 42,0                       |                            |                            |
| 6                          | Belgien                    | 48,0                       | Spanien                    | 037,0                      | Bulgarien                  | 40,5                       |                            |                            |

 qualifiziert für das Finale

## Wertungssystem
Im Wertungssystem gab es keine Änderungen gegenüber den ersten Europacupaustragungen. Die Punktzahl der einzelnen Länder ergab sich aus der Addition der Punkte aus den einzelnen Disziplinen. Für Frauen und Männer war die Endgesamtwertung getrennt.

Die Punkte wurden nach folgendem Schema verteilt:

Platz 1 – 7 Punkte / Pl. 2 – 5 Pkte. / Pl. 3 – 4 Pkte. / Pl. 4 – 3 Pkte. / Pl. 5 – 2 Pkte. / Pl. 6 – 1 Pkt.

## Legende
Kurze Übersicht zur Bedeutung der Symbolik – so üblicherweise auch in sonstigen Veröffentlichungen verwendet:
| WR  | Weltrekord                                                   |
| DNF | did not finish (nicht im Ziel)                               |
| DSQ | disqualifiziert                                              |
| x   | ungültig                                                     |
| w   | Rückenwindunterstützung über dem erlaubten Limit von 2,0 m/s |

## Resultate Männer

### 100 m
| Platz | Athlet             | Land | Zeit (s) |
| ----- | ------------------ | ---- | -------- |
| 1     | Siegfried Schenke  | GDR  | 10,26    |
| 2     | Alexandr Korneljuk | URS  | 10,34    |
| 3     | Jobst Hirscht      | FRG  | 10,47    |
| 4     | Raimo Vilén        | FIN  | 10,49    |
| 5     | Don Halliday       | GBR  | 10,52    |
| 6     | Lucien Rechal      | FRA  | 10,76    |

Datum: 8. September 1973
Wind: +1,5 m/s

### 200 m
| Platz | Athlet                 | Land | Zeit (s) |
| ----- | ---------------------- | ---- | -------- |
| 1     | Chris Monk             | GBR  | 21,00    |
| 2     | Hans-Jürgen Bombach    | GDR  | 21,05    |
| 3     | Ossi Karttunen         | FIN  | 21,24    |
| 4     | Joseph Arame           | FRA  | 21,26    |
| 5     | Franz-Peter Hofmeister | FRG  | 21,31    |
| 6     | Juris Silovs           | URS  | 21,55    |

Datum: 9. September 1973
Wind: −3,3 m/s

### 400 m
| Platz | Athlet            | Land | Zeit (s) |
| ----- | ----------------- | ---- | -------- |
| 1     | Karl Honz         | FRG  | 45,20    |
| 2     | David Jenkins     | GBR  | 46,00    |
| 3     | Ossi Karttunen    | FIN  | 46,26    |
| 4     | Andreas Scheibe   | GDR  | 46,37    |
| 5     | Francis Demarthon | FRA  | 46,75    |
| 6     | Semjon Kotscher   | URS  | 47,32    |

Datum: 8. September 1973

### 800 m
| Platz | Athlet            | Land | Zeit (min) |
| ----- | ----------------- | ---- | ---------- |
| 1     | Andy Carter       | GBR  | 1:46,44    |
| 2     | Jewgeni Arschanow | URS  | 1:46,70    |
| 3     | Dieter Fromm      | GDR  | 1:46,71    |
| 4     | Roqui Sanchez     | FRA  | 1:48,17    |
| 5     | Markku Taskinen   | FIN  | 1:48,96    |
| 6     | Josef Schmid      | FRG  | 1:49,07    |

Datum: 9. September 1973

### 1500 m
| Platz | Athlet              | Land | Zeit (min) |
| ----- | ------------------- | ---- | ---------- |
| 1     | Frank Clement       | GBR  | 3:40,79    |
| 2     | Paul-Heinz Wellmann | FRG  | 3:41,85    |
| 3     | Klaus-Peter Justus  | GDR  | 3:42,61    |
| 4     | Pekka Päivärinta    | FIN  | 3:43,03    |
| 5     | Wolodymyr Pantelej  | URS  | 3:43,10    |
| 6     | Jacky Boxberger     | FRA  | 3:46,16    |

Datum: 8. September 1973

### 5000 m
| Platz | Athlet               | Land | Zeit (min) |
| ----- | -------------------- | ---- | ---------- |
| 1     | Brendan Foster       | GBR  | 13:54,65   |
| 2     | Manfred Kuschmann    | GDR  | 13:55,31   |
| 3     | Harald Norpoth       | FRG  | 13:57,66   |
| 4     | Michail Schelobowski | URS  | 14:08,45   |
| 5     | Lasse Virén          | FIN  | 14:28,73   |
| 6     | Noël Tijou           | FRA  | 14:29,44   |

Datum: 9. September 1973

### 10.000 m
| Platz | Athlet               | Land | Zeit (min) |
| ----- | -------------------- | ---- | ---------- |
| 1     | Nikolai Swiridow     | URS  | 28:44,08   |
| 2     | Detlef Uhlemann      | FRG  | 28:44,22   |
| 3     | Karl-Heinz Leiteritz | GDR  | 28:44,36   |
| 4     | Pierre Liardet       | FRA  | 29:15,15   |
| 5     | Tony Simmons         | GBR  | 29:23,56   |
| 6     | Risto Ala-Korpi      | FIN  | 30:28,02   |

Datum: 8. September 1973

### 110 m Hürden
| Platz | Athlet                 | Land | Zeit (s) |
| ----- | ---------------------- | ---- | -------- |
| 1     | Guy Drut               | FRA  | 13,70    |
| 2     | Anatoli Moschiaschwili | URS  | 13,76    |
| 3     | Thomas Munkelt         | GDR  | 13,77    |
| 4     | Günther Nickel         | FRG  | 14,01    |
| 5     | Ari Salin              | FIN  | 14,46    |
| 6     | Berwyn Price           | GBR  | 25,20    |

Datum: 8. September 1973
Wind: +0,8 m/s

### 400 m Hürden
| Platz | Athlet             | Land | Zeit (s) |
| ----- | ------------------ | ---- | -------- |
| 1     | Alan Pascoe        | GBR  | 50,07    |
| 2     | Dmitri Stukalow    | URS  | 50,61    |
| 3     | Jürgen Laser       | GDR  | 51,09    |
| 4     | Werner Reibert     | FRG  | 51,13    |
| 5     | Ari Salin          | FIN  | 51,73    |
| 6     | Jean-Claude Corval | FRA  | 51,94    |

Datum: 9. September 1973

### 3000 m Hindernis
| Platz | Athlet              | Land | Zeit (min) |
| ----- | ------------------- | ---- | ---------- |
| 1     | Tapio Kantanen      | FIN  | 8:28,45    |
| 2     | Willi Maier         | FRG  | 8:29,76    |
| 3     | Leonid Saweljew     | URS  | 8:33,03    |
| 4     | Gérard Buchheit     | FRA  | 8:33,03    |
| 5     | Steve Hollings      | GBR  | 8:36,63    |
| 6     | Waldemar Cierpinski | GDR  | 8:38,60    |

Datum: 9. September 1973

### 4 × 100 m Staffel
| Platz | Besetzung      | Land                                                                 | Zeit (s) |
| ----- | -------------- | -------------------------------------------------------------------- | -------- |
| 1     | DDR            | Manfred Kokot Michael Droese Hans-Jürgen Bombach Klaus-Dieter Kurrat | 39,45    |
| 2     | BR Deutschland | Jobst Hirscht Klaus Ehl Manfred Ommer Franz-Peter Hofmeister         | 39,49    |
| 3     | Großbritannien | Brian Green Cris Monk Ian Matthews Les Piggot                        | 39,86    |
| 4     | Frankreich     | Bruno Cherrier Lucien Rechal Charles Ducasse Joseph Arame            | 40,07    |
| 5     | Finnland       | Antti Rajamäki Raimo Vilén Juhani Jaakkola Markku Perttula           | 41,56    |
| DNF   | Sowjetunion    | Alexandr Korneljuk Wladimir Atamas Juris Silovs Boris Ismestjew      |          |

Datum: 8. September 1973

### 4 × 400 m Staffel
| Platz | Besetzung      | Land                                                                | Zeit (min) |
| ----- | -------------- | ------------------------------------------------------------------- | ---------- |
| 1     | BR Deutschland | Hermann Köhler Horst-Rüdiger Schlöske Bernd Herrmann Karl Honz      | 3:04,25    |
| 2     | Sowjetunion    | Semjon Kotscher Leonid Koroljow Waleri Judin Alexander Brattschikow | 3:05,11    |
| 3     | Großbritannien | John Wilson Alan Pascoe Joe Chivers David Jenkins                   | 3:06,27    |
| 4     | DDR            | Jürgen Ludewig Jürgen Utikal Benno Stops Andreas Scheibe            | 3:06,63    |
| 5     | Finnland       | Stig Lönnqvist Raimo Nieminen Juhani Jaakkola Ossi Karttunen        | 3:12,54    |
| DSQ   | Frankreich     | Francis Demarthon Roger Velasquez Lionel Malingre Francis Kerbiriou |            |

Datum: 9. September 1973

### Hochsprung
| Platz | Athlet            | Land | Höhe (m) |
| ----- | ----------------- | ---- | -------- |
| 1     | Walentin Gawrilow | URS  | 2,15     |
| 2     | Asko Pesonen      | FIN  | 2,13     |
| 3     | Paul Poaniéwa     | FRA  | 2,09     |
| 4     | Walter Boller     | FRG  | 2,07     |
| 4     | Stefan Junge      | GDR  | 2,07     |
| 6     | Michael Campbell  | GBR  | 2,02     |

Datum: 8. September 1973

### Stabhochsprung
| Platz | Athlet              | Land | Höhe (m) |
| ----- | ------------------- | ---- | -------- |
| 1     | Juri Issakow        | URS  | 5,30     |
| 1     | Antti Kalliomäki    | FIN  | 5,30     |
| 3     | Michael Bull        | GBR  | 5,20     |
| 3     | Reinhard Kuretzky   | FRG  | 5,20     |
| 5     | François Tracanelli | FRA  | 5,10     |
| 6     | Wolfgang Reinhardt  | GDR  | 5,05     |

Datum: 9. September 1973

### Weitsprung
| Platz | Athlet              | Land | Weite (m) | Versuchsserie (m) | Versuchsserie (m) | Versuchsserie (m) | Versuchsserie (m) | Versuchsserie (m) | Versuchsserie (m) |
| Platz | Athlet              | Land | Weite (m) | 1. Versuch        | 2. Versuch        | 3. Versuch        | 4. Versuch        | 5. Versuch        | 6. Versuch        |
| 1     | Walerij Pidluschnyj | URS  | 8,20 w    | 7,95 w            | 8,00 w            | 8,20 w            | x                 | x                 | 7,92 w            |
| 2     | Hans Baumgartner    | FRG  | 8,1200    | 7,9300            | x                 | 8,1200            | 8,00 w            | 6,0900            | 7,80 w            |
| 3     | Max Klauß           | GDR  | 8,0300    | 7,7500            | 7,71 w            | x                 | 7,9700            | x                 | 8,0300            |
| 4     | Alan Lerwill        | GBR  | 7,95 w    | x                 | x                 | x                 | x                 | x                 | 7,95 w            |
| 5     | Jacques Rousseau    | FRA  | 7,8700    | 7,7000            | 7,8700            | x                 | 7,6400            | 7,78 w            | 7,5500            |
| 6     | Tapani Taavitsainen | FIN  | 7,52 w    | 7,3600            | x                 | 7,40 w            | 7,4800            | 7,52 w            | 7,39 w            |

Datum: 8. September 1973

### Dreisprung
| Platz | Athlet          | Land | Weite (m) | Versuchsserie (m) | Versuchsserie (m) | Versuchsserie (m) | Versuchsserie (m) | Versuchsserie (m) | Versuchsserie (m) |
| Platz | Athlet          | Land | Weite (m) | 1. Versuch        | 2. Versuch        | 3. Versuch        | 4. Versuch        | 5. Versuch        | 6. Versuch        |
| 1     | Wiktor Sanejew  | URS  | 16,90 w   | 16,7800           | 16,65 w           | x                 | x                 | 16,90 w           | x                 |
| 2     | Jörg Drehmel    | GDR  | 16,89 w   | 16,38 w           | 16,60 w           | x                 | 16,89 w           | x                 | x                 |
| 3     | Esa Rinne       | FIN  | 16,18 w   | 16,18 w           | 16,11 w           | 15,80 w           | x                 | x                 | x                 |
| 4     | Michael Sauer   | FRG  | 15,86 w   | 15,58 w           | 15,86 w           | 15,67 w           | x                 | 14,1200           | x                 |
| 5     | Bernard Lamitié | FRA  | 15,83 w   | 15,78 w           | 15,83 w           | 15,78 w           | x                 | 15,62 w           | 15,6400           |
| 6     | Willie Clark    | GBR  | 15,64 w   | 15,64 w           | x                 | 15,08 w           | x                 | x                 | 15,11 w           |

Datum: 9. September 1973

### Kugelstoßen
| Platz | Athlet             | Land | Weite (m) | Versuchsserie (m) | Versuchsserie (m) | Versuchsserie (m) | Versuchsserie (m) | Versuchsserie (m) | Versuchsserie (m) |
| Platz | Athlet             | Land | Weite (m) | 1. Versuch        | 2. Versuch        | 3. Versuch        | 4. Versuch        | 5. Versuch        | 6. Versuch        |
| 1     | Hartmut Briesenick | GDR  | 20,95     | 20,80             | 20,90             | 20,95             | 20,53             | 20,88             | 20,67             |
| 2     | Reijo Ståhlberg    | FIN  | 20,27     | 20,27             | x                 | 20,01             | 20,15             | x                 | 19,75             |
| 3     | Geoff Capes        | GBR  | 19,80     | 19,60             | x                 | 19,40             | 19,80             | 19,58             | x                 |
| 4     | Waleri Woikin      | URS  | 19,77     | 19,54             | 19,77             | 19,53             | x                 | x                 | x                 |
| 5     | Ferdinand Schladen | FRG  | 18,88     | 18,40             | 18,56             | 18,88             | 18,43             | 18,86             | 18,79             |
| 6     | Yves Brouzet       | FRA  | 18,88     | 18,61             | 18,84             | x                 | 18,88             | 18,55             | 17,85             |

Datum: 8. September 1973

### Diskuswurf
| Platz | Athlet            | Land | Weite (m) | Versuchsserie (m) | Versuchsserie (m) | Versuchsserie (m) | Versuchsserie (m) | Versuchsserie (m) | Versuchsserie (m) |
| Platz | Athlet            | Land | Weite (m) | 1. Versuch        | 2. Versuch        | 3. Versuch        | 4. Versuch        | 5. Versuch        | 6. Versuch        |
| 1     | Pentti Kahma      | FIN  | 63,10     | 58,62             | 61,94             | 63,10             | 60,56             | 56,88             | x                 |
| 2     | Siegfried Pachale | GDR  | 60,48     | x                 | 50,30             | 60,02             | 58,96             | 60,48             | 60,06             |
| 3     | Bill Tancred      | GBR  | 59,06     | x                 | 55,80             | 54,12             | 56,76             | 54,72             | 59,06             |
| 4     | Wiktor Schurba    | URS  | 57,76     | 54,40             | 57,76             | x                 | 56,22             | x                 | 53,96             |
| 5     | Hein-Direck Neu   | FRG  | 56,16     | 54,16             | 56,08             | x                 | 56,16             | x                 | 53,92             |
| 6     | Fréderik Piette   | FRA  | 55,14     | 53,80             | 55,14             | x                 | 53,04             | x                 | x                 |

Datum: 9. September 1973

### Hammerwurf
| Platz | Athlet                | Land | Weite (m) | Versuchsserie (m) | Versuchsserie (m) | Versuchsserie (m) | Versuchsserie (m) | Versuchsserie (m) | Versuchsserie (m) |
| Platz | Athlet                | Land | Weite (m) | 1. Versuch        | 2. Versuch        | 3. Versuch        | 4. Versuch        | 5. Versuch        | 6. Versuch        |
| 1     | Anatolij Bondartschuk | URS  | 74,08     | 74,08             | 72,82             | 70,98             | 72,34             | 72,26             | 70,72             |
| 2     | Reinhard Theimer      | GDR  | 72,06     | 62,76             | 66,90             | 69,18             | 72,06             | 71,18             | 71,34             |
| 3     | Jacques Accambray     | FRA  | 71,90     | 69,70             | 71,90             | 68,22             | 68,86             | 69,28             | 68,14             |
| 4     | Uwe Beyer             | FRG  | 71,50     | 68,84             | 66,30             | 70,20             | 71,50             | 70,16             | 71,10             |
| 5     | Barry Williams        | GBR  | 71,26     | x                 | 69,52             | 71,26             | x                 | x                 | x                 |
| 6     | Heikki Kangas         | FIN  | 68,58     | 67,26             | 68,58             | 67,80             | x                 | 66,62             | 67,16             |

Datum: 8. September 1973

### Speerwurf
| Platz | Athlet           | Land | Weite (m) | Versuchsserie (m) | Versuchsserie (m) | Versuchsserie (m) | Versuchsserie (m) | Versuchsserie (m) | Versuchsserie (m) |
| Platz | Athlet           | Land | Weite (m) | 1. Versuch        | 2. Versuch        | 3. Versuch        | 4. Versuch        | 5. Versuch        | 6. Versuch        |
| 1     | Klaus Wolfermann | FRG  | 90,68     | x                 | 78,86             | 90,68             | x                 | x                 | x                 |
| 2     | Jānis Lūsis      | URS  | 84,48     | 81,18             | 84,48             | x                 | x                 | x                 | x                 |
| 3     | Hannu Siitonen   | FIN  | 84,08     | 83,14             | x                 | 84,08             | 81,06             | x                 | x                 |
| 4     | Dave Travis      | GBR  | 80,32     | 78,78             | 80,32             | 77,32             | x                 | 70,98             | x                 |
| 5     | Lolésio Tuita    | FRA  | 75,98     | 69,98             | 70,86             | x                 | 75,98             | x                 | 75,44             |
| 6     | Wolfgang Hanisch | GDR  | 74,24     | 74,24             | x                 | x                 | x                 | 68,90             | x                 |

Datum: 9. September 1973

## Resultate Frauen

### 100 m
| Platz | Athletin          | Land | Zeit (s) |
| ----- | ----------------- | ---- | -------- |
| 1     | Renate Stecher    | GDR  | 11,25    |
| 2     | Annegret Richter  | FRG  | 11,32    |
| 3     | Marina Sidorowa   | URS  | 11,40    |
| 4     | Iwanka Walkowa    | BUL  | 11,49    |
| 5     | Andrea Lynch      | GBR  | 11,57    |
| 6     | Mariana Condovici | ROU  | 11,92    |

Datum: 7. September 1973
Wind: +1,3 m/s

### 200 m
| Platz | Athletin          | Land | Zeit (s) |
| ----- | ----------------- | ---- | -------- |
| 1     | Renate Stecher    | GDR  | 22,81    |
| 2     | Marina Sidorowa   | URS  | 22,93    |
| 3     | Helen Golden      | GBR  | 23,14    |
| 4     | Annegret Kroniger | FRG  | 23,39    |
| 5     | Iwanka Walkowa    | BUL  | 23,91    |
| 6     | Mariana Condovici | ROU  | 24,34    |

Datum: 7. September 1973
Wind: +0,8 m/s

### 400 m
| Platz | Athletin              | Land | Zeit (s) |
| ----- | --------------------- | ---- | -------- |
| 1     | Monika Zehrt          | GDR  | 51,75    |
| 2     | Liljana Tomowa        | BUL  | 52,33    |
| 3     | Nadeschda Kolesnikowa | URS  | 52,35    |
| 4     | Rita Wilden           | FRG  | 53,57    |
| 5     | Verona Bernard        | GBR  | 54,07    |
| 6     | Alexandrina Badescu   | ROU  | 55,86    |

Datum: 7. September 1973

### 800 m
| Platz | Athletin            | Land | Zeit (min) |
| ----- | ------------------- | ---- | ---------- |
| 1     | Gunhild Hoffmeister | GDR  | 1:58,94    |
| 2     | Swetla Slatewa      | BUL  | 1:59,05    |
| 3     | Nijolė Razienė      | URS  | 2:02,17    |
| 4     | Hildegard Janze     | FRG  | 2:04,29    |
| 5     | Rosemary Wright     | GBR  | 2:04.91    |
| 6     | Natalia Andrei      | ROU  | 2:07,51    |

Datum: 7. September 1973

### 1500 m
| Platz | Athletin         | Land | Zeit (min) |
| ----- | ---------------- | ---- | ---------- |
| 1     | Tonka Petrowa    | BUL  | 4:09,02    |
| 2     | Karin Krebs      | GDR  | 4:09,37    |
| 3     | Ljudmila Bragina | URS  | 4:10,11    |
| 4     | Joan Allison     | GBR  | 4:12,17    |
| 5     | Ellen Tittel     | FRG  | 4:19,72    |
| 6     | Ileana Silai     | ROU  | 4:21,55    |

Datum: 7. September 1973

### 100 m Hürden
| Platz | Athletin         | Land | Zeit (s) |
| ----- | ---------------- | ---- | -------- |
| 1     | Annelie Ehrhardt | GDR  | 12,95    |
| 2     | Judy Vernon      | GBR  | 13,34    |
| 3     | Natalja Lebedewa | URS  | 13,62    |
| 4     | Sascha Warbanowa | BUL  | 13,84    |
| 5     | Uta Nolte        | FRG  | 13,99    |
| 6     | Mariora Lazar    | ROU  | 15,08    |

Datum: 7. September 1973
Wind: ±0,0 m/s

### 4 × 100 m Staffel
| Platz | Besetzung      | Land                                                                        | Zeit (s) |
| ----- | -------------- | --------------------------------------------------------------------------- | -------- |
| 1     | DDR            | Petra Kandarr Renate Stecher Christina Heinich Doris Selmigkeit             | 42,95    |
| 2     | BR Deutschland | Elfgard Schittenhelm Inge Helten Annegret Richter Annegret Kroniger         | 43,68    |
| 3     | Großbritannien | Liz Sutherland Helen Golden Judy Vernon Andrea Lynch                        | 44,78    |
| 4     | Bulgarien      | Sofka Popowa Iwanka Walkowa Liliana Panajotowa Zdrawka Schipokliewa         | 45,03    |
| 5     | Sowjetunion    | Nadeschda Besfamilnaja Ljudmila Maslakowa Marina Sidorowa Galina Mitrochina | 45,13    |
| 6     | Rumänien       | Carmen Ene Mariora Lazar Laura Ratz Mariana Condovici                       | 45,67    |

Datum: 7. September 1973

### 4 × 400 m Staffel
| Platz | Besetzung      | Land                                                                     | Zeit (min) |
| ----- | -------------- | ------------------------------------------------------------------------ | ---------- |
| 1     | DDR            | Waltraud Dietsch Renate Siebach Monika Zehrt Rita Kühne                  | 3:28,66    |
| 2     | Sowjetunion    | Nina Sjuskowa Ingrīda Barkāne Natalia Kulitschkowa Nadeschda Kolesnikowa | 3:30,57    |
| 3     | Bulgarien      | Zdrawka Trifonowa Liljana Tomowa Stefka Jordanowa Swetla Slatewa         | 3:31,89    |
| 4     | Großbritannien | Dawn Webster Jannette Roscoe Rosemary Wright Verona Bernard              | 3:34,81    |
| 5     | BR Deutschland | Erika Weinstein Christel Frese Dagmar Jost Rita Wilden                   | 3:35,20    |
| 6     | Rumänien       | Natalia Andrei Mariana Suman Niculina Lungu Alexandrina Bădescu          | 3:48,03    |

Datum: 7. September 1973

### Hochsprung
| Platz | Athletin          | Land | Höhe (m) |
| ----- | ----------------- | ---- | -------- |
| 1     | Jordanka Blagoewa | BUL  | 1,84     |
| 2     | Rita Schmidt      | GDR  | 1,82     |
| 3     | Galina Filatowa   | URS  | 1,80     |
| 3     | Virginia loan     | ROU  | 1,80     |
| 3     | Barbara Lawton    | GBR  | 1,80     |
| 6     | Renate Gärtner    | FRG  | 1,76     |

Datum: 7. September 1973

### Weitsprung
| Platz | Athlet               | Land | Weite (m) | Versuchsserie (m) | Versuchsserie (m) | Versuchsserie (m) | Versuchsserie (m) | Versuchsserie (m) | Versuchsserie (m) |
| Platz | Athlet               | Land | Weite (m) | 1. Versuch        | 2. Versuch        | 3. Versuch        | 4. Versuch        | 5. Versuch        | 6. Versuch        |
| 1     | Angela Schmalfeld    | GDR  | 6,63 w    | 6,63 w            | x                 | x                 | x                 | 6,52              | x                 |
| 2     | Viorica Viscopoleanu | ROU  | 6,3900    | 6,3900            | 6,15              | 6,37              | 6,01              | 6,37              | 6,31              |
| 3     | Ruth Martin-Jones    | GBR  | 6,30 w    | 6,30 w            | 6,00              | 6,09              | x                 | 5,83              | x                 |
| 4     | Margarita Treinite   | URS  | 6,2800    | x                 | 6,10              | 6,28              | x                 | 6,07              | 6,04              |
| 5     | Gunhild Hetzel       | FRG  | 6,1600    | 6,0300            | 6,16              | 5,54              | 5,95              | 5,71              | 5,74              |
| 6     | Nedjalka Angelowa    | BUL  | 6,0700    | 6,0700            | 4,52              | 5,63              | 5,98              | 6,03              | 5,93              |

Datum: 7. September 1973

### Kugelstoßen
| Platz | Athlet                | Land | Weite (m) | Versuchsserie (m) | Versuchsserie (m) | Versuchsserie (m) | Versuchsserie (m) | Versuchsserie (m) | Versuchsserie (m) |
| Platz | Athlet                | Land | Weite (m) | 1. Versuch        | 2. Versuch        | 3. Versuch        | 4. Versuch        | 5. Versuch        | 6. Versuch        |
| 1     | Nadeschda Tschischowa | URS  | 20,77     | 20,77             | x                 | 20,39             | 20,57             | x                 | 20,00             |
| 2     | Iwanka Christowa      | BUL  | 19,23     | 19,23             | 18,98             | 18,75             | 19,06             | 18,58             | 19,01             |
| 3     | Marita Lange          | GDR  | 18,81     | 18,49             | x                 | 18,81             | 18,78             | x                 | x                 |
| 4     | Valentina Cioltan     | ROU  | 17,52     | 17,52             | x                 | 16,54             | x                 | x                 | 16,06             |
| 5     | Brenda Bedford        | GBR  | 14,85     | 14,78             | 14,65             | x                 | 14,06             | 14,65             | 14,85             |
| 6     | Brigitte Berendonk    | FRG  | 14,68     | x                 | 14,51             | 14,63             | 14,68             | x                 | 14,68             |

Datum: 7. September 1973

### Diskuswurf
| Platz | Athlet            | Land | Weite (m) | Versuchsserie (m) | Versuchsserie (m) | Versuchsserie (m) | Versuchsserie (m) | Versuchsserie (m) | Versuchsserie (m) |
| Platz | Athlet            | Land | Weite (m) | 1. Versuch        | 2. Versuch        | 3. Versuch        | 4. Versuch        | 5. Versuch        | 6. Versuch        |
| 1     | Faina Melnik      | URS  | 69,48 WR  | 67,06             | x                 | x                 | 69,48             | x                 | 64,78             |
| 2     | Argentina Menis   | ROU  | 64,16000  | 62,66             | x                 | 64,16             | 62,52             | x                 | 62,32             |
| 3     | Gabriele Hinzmann | GDR  | 63,76000  | 59,54             | 62,92             | 62,48             | 62,04             | 61,76             | 63,76             |
| 4     | Liesel Westermann | FRG  | 58,74000  | x                 | 54,02             | 53,02             | x                 | 58,74             | x                 |
| 5     | Swetla Boschkowa  | BUL  | 58,66000  | 57,96             | 58,34             | 58,66             | 57,64             | 57,86             | 55,86             |
| 6     | Rosemary Payne    | GBR  | 54,58000  | 53,00             | 49,94             | 54,58             | 51,48             | 49,08             | 53,24             |

Datum: 7. September 1973

### Speerwurf
| Platz | Athlet          | Land | Weite (m) | Versuchsserie (m) | Versuchsserie (m) | Versuchsserie (m) | Versuchsserie (m) | Versuchsserie (m) | Versuchsserie (m) |
| Platz | Athlet          | Land | Weite (m) | 1. Versuch        | 2. Versuch        | 3. Versuch        | 4. Versuch        | 5. Versuch        | 6. Versuch        |
| 1     | Ruth Fuchs      | GDR  | 66,10 WR  | 66,10             | x                 | x                 | 60,68             | x                 | x                 |
| 2     | Lutwian Mollowa | BUL  | 60,30000  | 51,70             | x                 | 48,94             | 56,28             | 60,30             | 58,04             |
| 3     | Ameli Koloska   | FRG  | 55,46000  | 54,38             | 54,46             | x                 | 55,46             | x                 | x                 |
| 4     | Éva Zörgő       | ROU  | 53,60000  | x                 | x                 | x                 | x                 | 53,60             | x                 |
| 5     | Elvīra Ozoliņa  | URS  | 53,20000  | 49,80             | 53,20             | x                 | x                 | x                 | x                 |
| 6     | Sharon Corbett  | GBR  | 52,22000  | 45,34             | 46,30             | 47,22             | 52,22             | 48,72             | 45,20             |

Datum: 7. September 1973

## Videolinks
- 1973 IV European Cup Bruno Zauli, Video, sport-olympic.gr
- European Cup Athletics 1973, youtube.com
- European Athletics Cup Finals Women's at Edinburgh 1973, youtube.com,
- 1973 - Brendan Foster wins the European Cup 5000m, youtube.com
- 1973 European Cup 400m hurdles - Alan Pascoe, youtube.com

## Einzelnachweis
1. ↑  EUROPEAN CUP A FINAL AND SUPER LEAGUE (WOMEN), Ergebnisliste der Frauen-Wettkämpfe 1965–2006, gbrathletics.com (englisch), abgerufen am 23. Januar 2024

1965 |
1967 |
1970 |
1973 |
1975 |
1977 |
1979 |
1981 |
1983 |
1985 |
1987 |
1989 |
1991 |
1993 |
1994 |
1995 |
1996 |
1997 |
1998 |
1999 |
2000 |
2001 |
2002 |
2003 |
2004 |
2005 |
2006 |
2007 |
2008
→